# Кенаса (Паневежис)
Кенаса в Паневежисі — дерев'яна культова споруда, що була розташована в Паневежисі, Литва, на вулиці Садова.

## Історія
За часів Вітовта караїми проживали  в Науямістісі біля Паневежиса як охоронці, що обслуговували замок Упите. У Науджамієстісі караїми володіли землею у XVIII ст. - наприкінці XIX століття. Зрештою місцева шляхта забрала у них землю. Ці караїми переїхали до Паневежиса і побудували дерев'яну кенасу. За словами краєзнавця Людаса Жебраускаса, вона була побудована у 1735 році, а в публікації "Паневежис", опублікованій у Чикаго, зазначається, що в 1809 році, коли кількість караїмів у Паневежисі зросла. У ХІХ ст. у Паневежисі проживав 301 караїм (7 залишилося в Науямістісі).
У часи незалежної Литви, караїмська громада Паневежиса за підтримки литовського уряду отримувала невелику щорічну фінансову підтримку для підтримки культурної діяльності громади. До парафії Паневежиської кенаси входили Паневежиський та Біржайсько-Пасваліський повіти. Уряд А. Сметони виділив 2400 літів на реконструкцію кенаси, також були зібрані пожертви. Незадовго до початку Другої світової війни вона була розширена і збільшена у висоту.
Поруч із вулицею Рамигалоса 66 знаходився культурний центр місцевої громади караїмів. У міжвоєнний період у кенасі працювали два хазани та один шамаш — наглядач маєтку кенаси та сусіднього кладовища. До 1940 р. у Паневежисі проживало 150 караїмів, які розвивали культурну діяльність: організовували вистави, видавали журнал Onarmach (Прогрес) (три випуски).
У 1956 році кенаса була націоналізована державою. За свідченнями старих мешканців вулиці Рамигалос, спочатку її перетворили на швейний цех, згодом на танцювальний зал, згодом на конструкторську майстерню каунаського виробничого заводу "Дайле". Кенасу знесли в 1970 році. У 1990-х роках місцева влада встановила камінь на згадку про храм на караїмській та литовській мовах.